# Řád Slovenského národního povstání
Řád Slovenského národního povstání, zkráceně též Řád SNP, bylo československé státní vyznamenání.

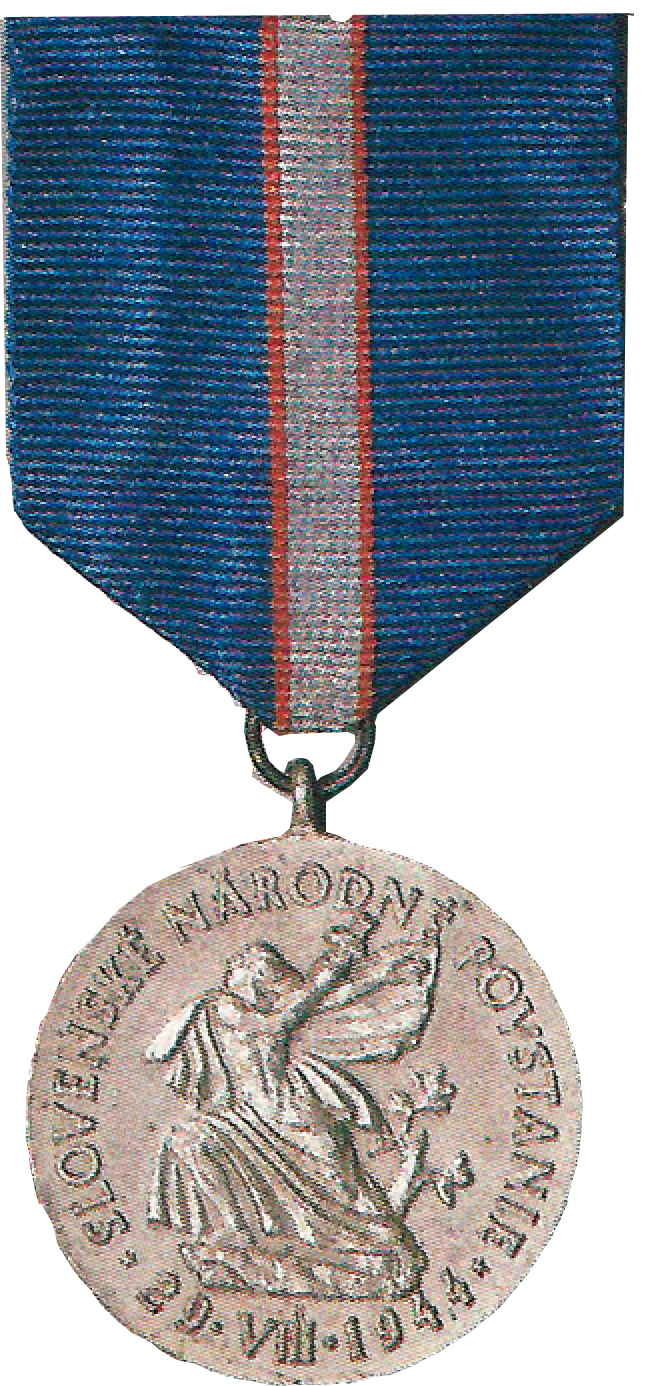
Řád Slovenského národního povstání 2. třídy

## Historie vyznamenání
Zřídila ho 23. srpna 1945 Slovenská národní rada svým nařízením č. 102/1945 Sbírky nařízení SNR. Měl být udělován osobnostem, které se zasloužily o odboj a vlastní Slovenské národní povstání. Vládní nařízení z 18. ledna 1949 umožnilo Řád SNP udělovat i cizincům a kolektivům. Až do dubna 1945 Řád SNP udělovalo předsednictvo Slovenské národní rady, pak prezident Československa.